# 오즈 탐험대
오즈 탐험대는 에노키 필름이 제작한 TV 애니메이션 시리즈이다. 프랭크 바움의 소설 오즈의 마법사를 원작으로 한다.
1992년 10월 5일부터 1993년 4월 5일까지 TV 도쿄에서 총 26화로 방영되었다.
대한민국에서는 1993년에 비디오로 먼저 발매되었고, 1994년 4월 18일부터 1994년 7월 18일까지 SBS를 통해 방영되었다.

## 줄거리
8세 도로시와 그녀의 개 토크토크는 치명적인 폭풍의 여파로 고향인 뉴캔자스 주에서 휩쓸려간다. 그들은 글룸힐더로 알려진 사악한 마녀가 한때 통치했던 오즈의 은하계에서 쫓겨나게 된다.

## 등장인물
- 도로시
- 브랜디
- 쵸파
- 비스티
- 토토
- 글룸힐더
- 오즈
- 서쪽 마녀
- 알헤리이트

## 주제가
- 오프닝: 꿈의 모험으로
- 엔딩: 빛의 여행자

## 방영 에피소드
1. 오즈를 찾아서
2. 오즈 대왕의 비밀
3. 크리스탈 제국의 신비
4. 겁쟁이 영웅
5. 잠자는 숲속의 공주
6. 초퍼의 마음
7. 패션쇼 소동
8. 아기공룡
9. 록맨 야버와의 약속
10. 마녀 동창생
11. 자동차 나라
12. 산타 클로스
13. 진정한 사랑
14. 탈출 비디오 게임
15. 글룸힐더의 생일파티
16. 개구리 별
17. 장난감 나라
18. 몬스터 패닉
19. 공포의 유원지
20. 내가 지켜낸 행성
21. 돌비를 막아라
22. 고향으로 돌아가기
23. 외나무 다리
24. 글룸힐더 헐리우드에 가다
25. 오즈 박사를 만나다
26. 돌아온 마녀